# Буровский переулок
Бу́ровский переу́лок — небольшой переулок в историческом районе Белый город в центральной части Астрахани, проходит параллельно улице Бэра с северо-запада на юго-восток от улицы Бурова до улица Шаумяна к северу от реки Кутум.
Переулок застроен зданиями дореволюционного периода, в том числе памятниками архитектуры. На углу переулка и улицы Бурова (бывшей Александровской) расположен дом Сергеева в котором с 1892 года размещался музей Петровского общества «Памяти императора Петра Великого».

## История
До 1924 года переулок назывался Тюремным по расположенной на ней тюрьме (действует до сих пор как следственный изолятор № 1, в народе известна как «Белый лебедь»), затем получил современное название в честь революционера Сергея Павловича Бурова, бывшего начальником крупного добровольческого отряда, сформированного в Астрахани и освобождавшего город Петровск-Порт от банд Нажмудина Гоцинского.

## Застройка
- дом 2/2 —  памятник архитектуры Тюремный замок (1824 г.)
- дом 4/4 —  памятник архитектуры Дом жилой (здание Музея памяти императора Петра I, конец XIX в.)

## Транспорт
По Буровскому переулку движения общественного транспорта нет, ближайшая остановка маршрутных такси — «Площадь Ленина — Кремль».